# Ломатурцхі
Ломатурцхі (груз. ლომატურცხი) — село в Грузії.
За даними перепису населення 2014 року в селі проживає 329 осіб.